# BWF World Tour Finals 2022
Die BWF World Tour Finals 2022 waren das abschließende Turnier der BWF World Tour 2022 im Badminton. Es fand vom 7. bis zum 11. Dezember 2022 in der Nimibutr Arena in Bangkok statt.

## Sieger und Platzierte
| Disziplin    | Gold                      | Silber                                         | Bronze                                 |
| ------------ | ------------------------- | ---------------------------------------------- | -------------------------------------- |
| Herreneinzel | Viktor Axelsen            | Anthony Ginting                                | Jonatan Christie                       |
| Herreneinzel | Viktor Axelsen            | Anthony Ginting                                | Kodai Naraoka                          |
| Dameneinzel  | Akane Yamaguchi           | Tai Tzu-ying                                   | Chen Yufei                             |
| Dameneinzel  | Akane Yamaguchi           | Tai Tzu-ying                                   | He Bingjiao                            |
| Herrendoppel | Liu Yuchen Ou Xuanyi      | Mohammad Ahsan Hendra Setiawan                 | Fajar Alfian Muhammad Rian Ardianto    |
| Herrendoppel | Liu Yuchen Ou Xuanyi      | Mohammad Ahsan Hendra Setiawan                 | Ong Yew Sin Teo Ee Yi                  |
| Damendoppel  | Chen Qingchen Jia Yifan   | Benyapa Aimsaard Nuntakarn Aimsaard            | Jeong Na-eun Kim Hye-jeong             |
| Damendoppel  | Chen Qingchen Jia Yifan   | Benyapa Aimsaard Nuntakarn Aimsaard            | Zhang Shuxian Zheng Yu                 |
| Mixed        | Zheng Siwei Huang Yaqiong | Dechapol Puavaranukroh Sapsiree Taerattanachai | Rinov Rivaldy Pitha Haningtyas Mentari |
| Mixed        | Zheng Siwei Huang Yaqiong | Dechapol Puavaranukroh Sapsiree Taerattanachai | Tan Kian Meng Lai Pei Jing             |

## Herreneinzel

### Setzliste
1. Viktor Axelsen (Champion)
2. Chou Tien-chen (Gruppenphase)
3. H. S. Prannoy (Gruppenphase)
4. Jonatan Christie (Halbfinale)

### Gruppe A
| Platz | Team           | Pld | W | L | MF | MA | MD | GF | GA | GD | PF  | PA  | PD  | Pts | Qualifikation |
| ----- | -------------- | --- | - | - | -- | -- | -- | -- | -- | -- | --- | --- | --- | --- | ------------- |
| 1     | Viktor Axelsen | 3   | 2 | 1 | 0  | 0  | 0  | 5  | 2  | +3 | 140 | 100 | +40 | 2   | Q             |
| 2     | Kodai Naraoka  | 3   | 2 | 1 | 0  | 0  | 0  | 4  | 3  | +1 | 113 | 126 | −13 | 2   | Q             |
| 3     | Lu Guangzu     | 3   | 1 | 2 | 0  | 0  | 0  | 2  | 5  | −3 | 119 | 145 | −26 | 1   |               |
| 4     | H. S. Prannoy  | 3   | 1 | 2 | 0  | 0  | 0  | 4  | 5  | −1 | 167 | 168 | −1  | 1   |               |

| Datum   | Spieler 1      | Ergebnis | Spieler 2     | Game 1 | Game 2 | Game 3 |
| ------- | -------------- | -------- | ------------- | ------ | ------ | ------ |
| 7. Dez. | H. S. Prannoy  | 1–2      | Kodai Naraoka | 12–21  | 21–9   | 17–21  |
| 7. Dez. | Viktor Axelsen | 2–0      | Lu Guangzu    | 21–13  | 21–11  |        |
| 8. Dez. | H. S. Prannoy  | 1–2      | Lu Guangzu    | 21–23  | 21–17  | 19–21  |
| 8. Dez. | Viktor Axelsen | 2–0      | Kodai Naraoka | 21–5   | 21–15  |        |
| 9. Dez. | Viktor Axelsen | 1–2      | H. S. Prannoy | 21–14  | 17–21  | 18–21  |
| 9. Dez. | Kodai Naraoka  | 2–0      | Lu Guangzu    | 21–19  | 21–15  |        |

### Gruppe B
| Platz | Team             | Pld | W | L | MF | MA | MD | GF | GA | GD | PF  | PA  | PD  | Pts | Qualifikation |
| ----- | ---------------- | --- | - | - | -- | -- | -- | -- | -- | -- | --- | --- | --- | --- | ------------- |
| 1     | Anthony Ginting  | 3   | 3 | 0 | 0  | 0  | 0  | 6  | 2  | +4 | 146 | 127 | +19 | 3   | Q             |
| 2     | Jonatan Christie | 3   | 2 | 1 | 0  | 0  | 0  | 5  | 4  | +1 | 153 | 150 | +3  | 2   | Q             |
| 3     | Loh Kean Yew     | 3   | 1 | 2 | 0  | 0  | 0  | 3  | 4  | −1 | 126 | 135 | −9  | 1   |               |
| 4     | Chou Tien-chen   | 3   | 0 | 3 | 0  | 0  | 0  | 2  | 6  | −4 | 137 | 150 | −13 | 0   |               |

| Datum   | Spieler 1        | Ergebnis | Spieler 2        | Game 1 | Game 2 | Game 3 |
| ------- | ---------------- | -------- | ---------------- | ------ | ------ | ------ |
| 7. Dez. | Jonatan Christie | 1–2      | Anthony Ginting  | 21–6   | 10–21  | 9–21   |
| 7. Dez. | Chou Tien-chen   | 0–2      | Loh Kean Yew     | 15–21  | 17–21  |        |
| 8. Dez. | Chou Tien-chen   | 1–2      | Anthony Ginting  | 14–21  | 21–12  | 19–21  |
| 8. Dez. | Jonatan Christie | 2–1      | Loh Kean Yew     | 16–21  | 22–20  | 21–10  |
| 9. Dez. | Chou Tien-chen   | 1–2      | Jonatan Christie | 13–21  | 21–12  | 17–21  |
| 9. Dez. | Anthony Ginting  | 2–0      | Loh Kean Yew     | 21–12  | 23–21  |        |

### Endrunde
|  | Halbfinale | Halbfinale       | Halbfinale | Halbfinale | Halbfinale |  |  | Final | Final           | Final | Final | Final |
|  |            |                  |            |            |            |  |  |       |                 |       |       |       |
|  |            |                  |            |            |            |  |  |       |                 |       |       |       |
|  | 1          | Viktor Axelsen   | 21         | 21         | 21         |  |  |       |                 |       |       |       |
|  |            | Kodai Naraoka    | 23         | 19         | 18         |  |  |       |                 |       |       |       |
|  |            |                  |            |            |            |  |  | 1     | Viktor Axelsen  | 21    | 21    |       |
|  |            |                  |            |            |            |  |  |       | Anthony Ginting | 13    | 14    |       |
|  | 4          | Jonatan Christie | 15         | 21         | 18         |  |  |       |                 |       |       |       |
|  |            | Anthony Ginting  | 21         | 11         | 21         |  |  |       |                 |       |       |       |
|  |            |                  |            |            |            |  |  |       |                 |       |       |       |

## Dameneinzel

### Setzliste
1. Chen Yufei (Halbfinale)
2. Tai Tzu-ying (Finale)
3. He Bingjiao (Halbfinale)
4. An Se-young (Gruppenphase)

### Gruppe A
| Platz | Team                     | Pld | W | L | MF | MA | MD | GF | GA | GD | PF  | PA  | PD | Pts | Qualifikation |
| ----- | ------------------------ | --- | - | - | -- | -- | -- | -- | -- | -- | --- | --- | -- | --- | ------------- |
| 1     | Chen Yufei               | 3   | 2 | 1 | 0  | 0  | 0  | 5  | 2  | +3 | 130 | 121 | +9 | 2   | Q             |
| 2     | Akane Yamaguchi          | 3   | 2 | 1 | 0  | 0  | 0  | 4  | 3  | +1 | 134 | 130 | +4 | 2   | Q             |
| 3     | An Se-young              | 3   | 1 | 2 | 0  | 0  | 0  | 2  | 5  | −3 | 115 | 124 | −9 | 1   |               |
| 4     | Gregoria Mariska Tunjung | 3   | 1 | 2 | 0  | 0  | 0  | 4  | 5  | −1 | 150 | 154 | −4 | 1   |               |

| Datum   | Spieler 1       | Ergebnis | Spieler 2                | Game 1 | Game 2 | Game 3 |
| ------- | --------------- | -------- | ------------------------ | ------ | ------ | ------ |
| 7. Dez. | Chen Yufei      | 1–2      | Gregoria Mariska Tunjung | 9–21   | 21–14  | 16–21  |
| 7. Dez. | An Se-young     | 0–2      | Akane Yamaguchi          | 18–21  | 16–21  |        |
| 8. Dez. | An Se-young     | 2–1      | Gregoria Mariska Tunjung | 21–9   | 11–21  | 21–10  |
| 8. Dez. | Chen Yufei      | 2–0      | Akane Yamaguchi          | 21–19  | 21–18  |        |
| 9. Dez. | Akane Yamaguchi | 2–1      | Gregoria Mariska Tunjung | 21–15  | 13–21  | 21–18  |
| 9. Dez. | Chen Yufei      | 2–0      | An Se-young              | 21–16  | 21–12  |        |

### Gruppe B
| Platz | Team                  | Pld | W | L | MF | MA | MD | GF | GA | GD | PF  | PA  | PD  | Pts | Qualifikation |
| ----- | --------------------- | --- | - | - | -- | -- | -- | -- | -- | -- | --- | --- | --- | --- | ------------- |
| 1     | He Bingjiao           | 3   | 3 | 0 | 0  | 0  | 0  | 6  | 1  | +5 | 138 | 131 | +7  | 3   | Q             |
| 2     | Tai Tzu-ying          | 3   | 2 | 1 | 0  | 0  | 0  | 4  | 3  | +1 | 135 | 116 | +19 | 2   | Q             |
| 3     | Ratchanok Intanon     | 3   | 1 | 2 | 0  | 0  | 0  | 3  | 4  | −1 | 119 | 127 | −8  | 1   |               |
| 4     | Busanan Ongbumrungpan | 3   | 0 | 3 | 0  | 0  | 0  | 1  | 6  | −5 | 118 | 136 | −18 | 0   |               |

| Datum   | Spieler 1         | Ergebnis | Spieler 2             | Game 1 | Game 2 | Game 3 |
| ------- | ----------------- | -------- | --------------------- | ------ | ------ | ------ |
| 7. Dez. | Tai Tzu-ying      | 0–2      | He Bingjiao           | 19–21  | 19–21  |        |
| 7. Dez. | Ratchanok Intanon | 2–0      | Busanan Ongbumrungpan | 21–15  | 21–13  |        |
| 8. Dez. | Tai Tzu-ying      | 2–0      | Busanan Ongbumrungpan | 22–20  | 21–16  |        |
| 8. Dez. | He Bingjiao       | 2–0      | Ratchanok Intanon     | 21–17  | 24–22  |        |
| 9. Dez. | He Bingjiao       | 2–1      | Busanan Ongbumrungpan | 8–21   | 22–20  | 21–13  |
| 9. Dez. | Tai Tzu-ying      | 2–1      | Ratchanok Intanon     | 21–10  | 12–21  | 21–7   |

### Endrunde
|  | Halbfinale | Halbfinale      | Halbfinale | Halbfinale | Halbfinale |  |  | Final | Final           | Final | Final | Final |
|  |            |                 |            |            |            |  |  |       |                 |       |       |       |
|  |            |                 |            |            |            |  |  |       |                 |       |       |       |
|  | 1          | Chen Yufei      | 19         | 10         |            |  |  |       |                 |       |       |       |
|  |            | Akane Yamaguchi | 21         | 21         |            |  |  |       |                 |       |       |       |
|  |            |                 |            |            |            |  |  |       | Akane Yamaguchi | 21    | 22    |       |
|  |            |                 |            |            |            |  |  | 2     | Tai Tzu-ying    | 18    | 20    |       |
|  | 2          | Tai Tzu-ying    | 21         | 21         |            |  |  |       |                 |       |       |       |
|  | 3          | He Bingjiao     | 18         | 14         |            |  |  |       |                 |       |       |       |
|  |            |                 |            |            |            |  |  |       |                 |       |       |       |

## Herrendoppel

### Setzliste
1. Fajar Alfian / Muhammad Rian Ardianto (Halbfinale)
2. Mohammad Ahsan / Hendra Setiawan (Finale)
3. Ong Yew Sin / Teo Ee Yi (Halbfinale)
4. Liu Yuchen / Ou Xuanyi (Champions)

### Gruppe A
| Platz | Team                                | Pld | W | L | MF | MA | MD | GF | GA | GD | PF  | PA  | PD  | Pts | Qualifikation |
| ----- | ----------------------------------- | --- | - | - | -- | -- | -- | -- | -- | -- | --- | --- | --- | --- | ------------- |
| 1     | Ong Yew Sin Teo Ee Yi               | 3   | 2 | 1 | 0  | 0  | 0  | 4  | 3  | +1 | 131 | 137 | −6  | 2   | Q             |
| 2     | Fajar Alfian Muhammad Rian Ardianto | 3   | 2 | 1 | 0  | 0  | 0  | 5  | 2  | +3 | 143 | 123 | +20 | 2   | Q             |
| 3     | Choi Sol-gyu Kim Won-ho             | 3   | 1 | 2 | 0  | 0  | 0  | 2  | 4  | −2 | 118 | 118 | 0   | 1   |               |
| 4     | Takuro Hoki Yugo Kobayashi          | 3   | 1 | 2 | 0  | 0  | 0  | 2  | 4  | −2 | 105 | 119 | −14 | 1   |               |

| Datum   | Paarung 1                           | Ergebnis | Paarung 2                  | Game 1 | Game 2 | Game 3 |
| ------- | ----------------------------------- | -------- | -------------------------- | ------ | ------ | ------ |
| 7. Dez. | Fajar Alfian Muhammad Rian Ardianto | 2–0      | Choi Sol-gyu Kim Won-ho    | 23–21  | 21–17  |        |
| 7. Dez. | Ong Yew Sin Teo Ee Yi               | 0–2      | Takuro Hoki Yugo Kobayashi | 19–21  | 16–21  |        |
| 8. Dez. | Ong Yew Sin Teo Ee Yi               | 2–0      | Choi Sol-gyu Kim Won-ho    | 21–17  | 23–21  |        |
| 8. Dez. | Fajar Alfian Muhammad Rian Ardianto | 2–0      | Takuro Hoki Yugo Kobayashi | 21–18  | 21–15  |        |
| 9. Dez. | Fajar Alfian Muhammad Rian Ardianto | 1–2      | Ong Yew Sin Teo Ee Yi      | 21–10  | 17–21  | 19–21  |
| 9. Dez. | Takuro Hoki Yugo Kobayashi          | 0–2      | Choi Sol-gyu Kim Won-ho    | 11–21  | 19–21  |        |

### Gruppe B
| Platz | Team                                | Pld | W | L | MF | MA | MD | GF | GA | GD | PF  | PA  | PD  | Pts | Qualifikation |
| ----- | ----------------------------------- | --- | - | - | -- | -- | -- | -- | -- | -- | --- | --- | --- | --- | ------------- |
| 1     | Liu Yuchen Ou Xuanyi                | 3   | 3 | 0 | 0  | 0  | 0  | 6  | 1  | +5 | 150 | 122 | +28 | 3   | Q             |
| 2     | Mohammad Ahsan Hendra Setiawan      | 3   | 2 | 1 | 0  | 0  | 0  | 4  | 2  | +2 | 115 | 94  | +21 | 2   | Q             |
| 3     | Kim Astrup Anders Skaarup Rasmussen | 3   | 1 | 2 | 0  | 0  | 0  | 2  | 4  | −2 | 99  | 124 | −25 | 1   |               |
| 4     | Aaron Chia Soh Wooi Yik             | 3   | 0 | 3 | 0  | 0  | 0  | 1  | 6  | −5 | 128 | 152 | −24 | 0   |               |

| Datum   | Paarung 1                           | Ergebnis | Paarung 2                           | Game 1 | Game 2 | Game 3 |
| ------- | ----------------------------------- | -------- | ----------------------------------- | ------ | ------ | ------ |
| 7. Dez. | Liu Yuchen Ou Xuanyi                | 2–0      | Kim Astrup Anders Skaarup Rasmussen | 21–11  | 21–19  |        |
| 7. Dez. | Mohammad Ahsan Hendra Setiawan      | 2–0      | Aaron Chia Soh Wooi Yik             | 21–12  | 21–15  |        |
| 8. Dez. | Mohammad Ahsan Hendra Setiawan      | 2–0      | Kim Astrup Anders Skaarup Rasmussen | 21–13  | 21–12  |        |
| 8. Dez. | Liu Yuchen Ou Xuanyi                | 2–1      | Aaron Chia Soh Wooi Yik             | 23–21  | 22–24  | 21–16  |
| 9. Dez. | Kim Astrup Anders Skaarup Rasmussen | 2–0      | Aaron Chia Soh Wooi Yik             | 21–19  | 23–21  |        |
| 9. Dez. | Mohammad Ahsan Hendra Setiawan      | 0–2      | Liu Yuchen Ou Xuanyi                | 13–21  | 18–21  |        |

### Endrunde
|  | Halbfinale | Halbfinale                          | Halbfinale | Halbfinale | Halbfinale |  |  | Final | Final                          | Final | Final | Final |
|  |            |                                     |            |            |            |  |  |       |                                |       |       |       |
|  |            |                                     |            |            |            |  |  |       |                                |       |       |       |
|  | 3          | Ong Yew Sin Teo Ee Yi               | 21         | 13         | 19         |  |  |       |                                |       |       |       |
|  | 2          | Mohammad Ahsan Hendra Setiawan      | 17         | 21         | 21         |  |  |       |                                |       |       |       |
|  |            |                                     |            |            |            |  |  | 2     | Mohammad Ahsan Hendra Setiawan | 17    | 21    | 12    |
|  |            |                                     |            |            |            |  |  | 4     | Liu Yuchen Ou Xuanyi           | 21    | 19    | 21    |
|  | 1          | Fajar Alfian Muhammad Rian Ardianto | 20         | 21         | 19         |  |  |       |                                |       |       |       |
|  | 4          | Liu Yuchen Ou Xuanyi                | 22         | 11         | 21         |  |  |       |                                |       |       |       |
|  |            |                                     |            |            |            |  |  |       |                                |       |       |       |

## Damendoppel

### Setzliste
1. Jeong Na-eun / Kim Hye-jeong (Halbfinale)
2. Zhang Shuxian / Zheng Yu (Halbfinale)
3. Benyapa Aimsaard / Nuntakarn Aimsaard (Finale)
4. Chen Qingchen / Jia Yifan (Champions)

### Gruppe A
| Platz | Team                                        | Pld | W | L | MF | MA | MD | GF | GA | GD | PF  | PA  | PD  | Pts | Qualifikation |
| ----- | ------------------------------------------- | --- | - | - | -- | -- | -- | -- | -- | -- | --- | --- | --- | --- | ------------- |
| 1     | Benyapa Aimsaard Nuntakarn Aimsaard         | 3   | 2 | 1 | 0  | 0  | 0  | 5  | 2  | +3 | 136 | 96  | +40 | 2   | Q             |
| 2     | Jeong Na-eun Kim Hye-jeong                  | 3   | 2 | 1 | 0  | 0  | 0  | 4  | 2  | +2 | 107 | 99  | +8  | 2   | Q             |
| 3     | Jongkolphan Kititharakul Rawinda Prajongjai | 3   | 2 | 1 | 0  | 0  | 0  | 4  | 3  | +1 | 120 | 121 | −1  | 2   |               |
| 4     | Vivian Hoo Kah Mun Lim Chiew Sien           | 3   | 0 | 3 | 0  | 0  | 0  | 0  | 6  | −6 | 79  | 126 | −47 | 0   |               |

| Datum   | Paarung 1                                   | Ergebnis | Paarung 2                                   | Game 1 | Game 2 | Game 3 |
| ------- | ------------------------------------------- | -------- | ------------------------------------------- | ------ | ------ | ------ |
| 7. Dez. | Jeong Na-eun Kim Hye-jeong                  | 2–0      | Vivian Hoo Kah Mun Lim Chiew Sien           | 21–18  | 21–13  |        |
| 7. Dez. | Benyapa Aimsaard Nuntakarn Aimsaard         | 1–2      | Jongkolphan Kititharakul Rawinda Prajongjai | 19–21  | 21–10  | 12–21  |
| 8. Dez. | Benyapa Aimsaard Nuntakarn Aimsaard         | 2–0      | Vivian Hoo Kah Mun Lim Chiew Sien           | 21–9   | 21–12  |        |
| 8. Dez. | Jeong Na-eun Kim Hye-jeong                  | 2–0      | Jongkolphan Kititharakul Rawinda Prajongjai | 21–14  | 21–12  |        |
| 9. Dez. | Jongkolphan Kititharakul Rawinda Prajongjai | 2–0      | Vivian Hoo Kah Mun Lim Chiew Sien           | 21–10  | 21–17  |        |
| 9. Dez. | Jeong Na-eun Kim Hye-jeong                  | 0–2      | Benyapa Aimsaard Nuntakarn Aimsaard         | 15–21  | 8–21   |        |

### Gruppe B
| Platz | Team                    | Pld | W | L | MF | MA | MD | GF | GA | GD | PF  | PA  | PD  | Pts | Qualifikation |
| ----- | ----------------------- | --- | - | - | -- | -- | -- | -- | -- | -- | --- | --- | --- | --- | ------------- |
| 1     | Chen Qingchen Jia Yifan | 3   | 3 | 0 | 0  | 0  | 0  | 6  | 1  | +5 | 143 | 113 | +30 | 3   | Q             |

| Datum   | Paarung 1                       | Ergebnis | Paarung 2                                   | Game 1 | Game 2 | Game 3 |
| ------- | ------------------------------- | -------- | ------------------------------------------- | ------ | ------ | ------ |
| 7. Dez. | Zhang Shuxian Zheng Yu          | 1–2      | Chen Qingchen Jia Yifan                     | 18–21  | 21–17  | 14–21  |
| 7. Dez. | Pearly Tan Thinaah Muralitharan | 0–2      | Apriyani Rahayu Siti Fadia Silva Ramadhanti | 21–23  | 19–21  |        |
| 8. Dez. | Chen Qingchen Jia Yifan         | 2–0      | Pearly Tan Thinaah Muralitharan             | 21–13  | 21–15  |        |
| 8. Dez. | Zhang Shuxian Zheng Yu          | 2–0      | Apriyani Rahayu Siti Fadia Silva Ramadhanti | 21–14  | 21–19  |        |
| 9. Dez. | Chen Qingchen Jia Yifan         | 2–0      | Apriyani Rahayu Siti Fadia Silva Ramadhanti | 21–16  | 21–16  |        |
| 9. Dez. | Zhang Shuxian Zheng Yu          | 2–1      | Pearly Tan Thinaah Muralitharan             | 21–19  | 20–22  | 21–9   |

### Endrunde
|  | Halbfinale | Halbfinale                          | Halbfinale | Halbfinale | Halbfinale |  |  | Final | Final                               | Final | Final | Final |
|  |            |                                     |            |            |            |  |  |       |                                     |       |       |       |
|  |            |                                     |            |            |            |  |  |       |                                     |       |       |       |
|  | 3          | Benyapa Aimsaard Nuntakarn Aimsaard | 22         | 21         |            |  |  |       |                                     |       |       |       |
|  | 1          | Jeong Na-eun Kim Hye-jeong          | 20         | 15         |            |  |  |       |                                     |       |       |       |
|  |            |                                     |            |            |            |  |  | 3     | Benyapa Aimsaard Nuntakarn Aimsaard | 13    | 14    |       |
|  |            |                                     |            |            |            |  |  | 4     | Chen Qingchen Jia Yifan             | 21    | 21    |       |
|  | 2          | Zhang Shuxian Zheng Yu              | 19         | 13         |            |  |  |       |                                     |       |       |       |
|  | 4          | Chen Qingchen Jia Yifan             | 21         | 21         |            |  |  |       |                                     |       |       |       |
|  |            |                                     |            |            |            |  |  |       |                                     |       |       |       |

## Mixed

### Setzliste
1. Zheng Siwei / Huang Yaqiong (Champions)
2. Dechapol Puavaranukroh / Sapsiree Taerattanachai (Finale)
3. Wang Yilu / Huang Dongping (Gruppenphase)
4. Goh Soon Huat / Shevon Jemie Lai (Gruppenphase)

### Gruppe A
| Platz | Team                                   | Pld | W | L | MF | MA | MD | GF | GA | GD | PF | PA  | PD  | Pts | Qualifikation |
| ----- | -------------------------------------- | --- | - | - | -- | -- | -- | -- | -- | -- | -- | --- | --- | --- | ------------- |
| 1     | Zheng Siwei Huang Yaqiong              | 2   | 2 | 0 | 0  | 0  | 0  | 4  | 0  | +4 | 85 | 46  | +39 | 2   | Q             |
| 2     | Rinov Rivaldy Pitha Haningtyas Mentari | 2   | 1 | 1 | 0  | 0  | 0  | 2  | 3  | −1 | 88 | 103 | −15 | 1   | Q             |
| 3     | Thom Gicquel Delphine Delrue           | 2   | 0 | 2 | 0  | 0  | 0  | 1  | 4  | −3 | 77 | 101 | −24 | 0   |               |
| 4     | Goh Soon Huat Shevon Jemie Lai (Z)     | 0   | 0 | 0 | 0  | 0  | 0  | 0  | 0  | 0  | 0  | 0   | 0   | 0   |               |

| Datum   | Paarung 1                              | Ergebnis          | Paarung 2                              | Game 1   | Game 2   | Game 3   |
| ------- | -------------------------------------- | ----------------- | -------------------------------------- | -------- | -------- | -------- |
| 7. Dez. | Goh Soon Huat Shevon Jemie Lai         | 0–2 (ungültig)    | Rinov Rivaldy Pitha Haningtyas Mentari | 12–21    | 15–21    |          |
| 7. Dez. | Zheng Siwei Huang Yaqiong              | 2–0               | Thom Gicquel Delphine Delrue           | 21–8     | 21–9     |          |
| 8. Dez. | Zheng Siwei Huang Yaqiong              | 2–0               | Rinov Rivaldy Pitha Haningtyas Mentari | 21–9     | 22–20    |          |
| 8. Dez. | Goh Soon Huat Shevon Jemie Lai         | 1–2 (ungültig)    | Thom Gicquel Delphine Delrue           | 21–16    | 18–21    | 17–21    |
| 9. Dez. | Rinov Rivaldy Pitha Haningtyas Mentari | 2–1               | Thom Gicquel Delphine Delrue           | 14–21    | 21–17    | 24–22    |
| 9. Dez. | Zheng Siwei Huang Yaqiong              | nicht ausgetragen | Goh Soon Huat Shevon Jemie Lai         | abgesagt | abgesagt | abgesagt |

### Gruppe B
| Platz | Team                                           | Pld | W | L | MF | MA | MD | GF | GA | GD | PF  | PA  | PD  | Pts | Qualifikation |
| ----- | ---------------------------------------------- | --- | - | - | -- | -- | -- | -- | -- | -- | --- | --- | --- | --- | ------------- |
| 1     | Dechapol Puavaranukroh Sapsiree Taerattanachai | 3   | 3 | 0 | 0  | 0  | 0  | 6  | 0  | +6 | 132 | 83  | +49 | 3   | Q             |
| 2     | Tan Kian Meng Lai Pei Jing                     | 3   | 2 | 1 | 0  | 0  | 0  | 4  | 3  | +1 | 121 | 137 | −16 | 2   | Q             |
| 3     | Wang Yilu Huang Dongping                       | 3   | 1 | 2 | 0  | 0  | 0  | 3  | 4  | −1 | 134 | 125 | +9  | 1   |               |
| 4     | Supak Jomkoh Supissara Paewsampran             | 3   | 0 | 3 | 0  | 0  | 0  | 0  | 6  | −6 | 89  | 131 | −42 | 0   |               |

| Datum   | Paarung 1                                      | Ergebnis | Paarung 2                          | Game 1 | Game 2 | Game 3 |
| ------- | ---------------------------------------------- | -------- | ---------------------------------- | ------ | ------ | ------ |
| 7. Dez. | Dechapol Puavaranukroh Sapsiree Taerattanachai | 2–0      | Supak Jomkoh Supissara Paewsampran | 21–6   | 25–23  |        |
| 7. Dez. | Wang Yilu Huang Dongping                       | 1–2      | Tan Kian Meng Lai Pei Jing         | 21–23  | 21–14  | 16–21  |
| 8. Dez. | Wang Yilu Huang Dongping                       | 2–0      | Supak Jomkoh Supissara Paewsampran | 21–16  | 21–7   |        |
| 8. Dez. | Dechapol Puavaranukroh Sapsiree Taerattanachai | 2–0      | Tan Kian Meng Lai Pei Jing         | 21–9   | 21–11  |        |
| 9. Dez. | Tan Kian Meng Lai Pei Jing                     | 2–0      | Supak Jomkoh Supissara Paewsampran | 21–17  | 22–20  |        |
| 9. Dez. | Dechapol Puavaranukroh Sapsiree Taerattanachai | 2–0      | Wang Yilu Huang Dongping           | 23–21  | 21–13  |        |

### Endrunde
|  | Halbfinale | Halbfinale                                     | Halbfinale | Halbfinale | Halbfinale |  |  | Final | Final                                          | Final | Final | Final |
|  |            |                                                |            |            |            |  |  |       |                                                |       |       |       |
|  |            |                                                |            |            |            |  |  |       |                                                |       |       |       |
|  | 1          | Zheng Siwei Huang Yaqiong                      | 21         | 21         |            |  |  |       |                                                |       |       |       |
|  |            | Tan Kian Meng Lai Pei Jing                     | 10         | 15         |            |  |  |       |                                                |       |       |       |
|  |            |                                                |            |            |            |  |  | 1     | Zheng Siwei Huang Yaqiong                      | 21    | 18    | 21    |
|  |            |                                                |            |            |            |  |  | 2     | Dechapol Puavaranukroh Sapsiree Taerattanachai | 19    | 21    | 13    |
|  |            | Rinov Rivaldy Pitha Haningtyas Mentari         | 22         | 21         | 14         |  |  |       |                                                |       |       |       |
|  | 2          | Dechapol Puavaranukroh Sapsiree Taerattanachai | 24         | 16         | 21         |  |  |       |                                                |       |       |       |
|  |            |                                                |            |            |            |  |  |       |                                                |       |       |       |